# SN 1998af
SN 1998af – supernowa typu II odkryta 25 marca 1998 roku w galaktyce A093036-0504. W momencie odkrycia miała maksymalną jasność 23,70m.